# ريتشارد إس. بول
ريتشارد إس. بول (بالإنجليزية: Richard S. Bull)‏ هو ضابط أمريكي، ولد في 6 يناير 1913 في Wilkinsburg, Pennsylvania ‏ في الولايات المتحدة، وتوفي في 8 مايو 1942 في بحر المرجان في أستراليا.